# Поляков Леонід Ігорович
Леонід Ігоревич Поляков (нар. 23 грудня 1960, Бежецьк, Тверська область, Росія) — український військовий експерт, фахівець з оборонної політики України. Перший заступник Міністра оборони України (2005–2008). Заступник Міністра оборони України (з березня 2014 р. до 23 квітня 2014 р.). Заступник директора-керівник центру безпекових досліджень Національного інституту стратегічних досліджень (з 2024 р.). 

## Біографія
Народився у східній частині Тверської області, яка історично належить до землі Бежецький Верх — це місце компактного проживання тверських карелів.
Закінчив Київський технікум радіоелектроніки (1979, з відзнакою), Київське вище загальновійськове командне училище (1983, з відзнакою), Військову академію імені Михайла Фрунзе (1993), Військовий коледж Сухопутних військ США (1995).
Офіцерську службу у Збройних Силах (1983–1999) проходив на командних і штабних посадах, а також на посадах, пов'язаних з науковою діяльністю.
У 1985–1987 брав участь у бойових діях в Афганістані.
1993–1997 — проходив службу в Генеральному штабі Збройних сил України.
1997–1999 — обіймав посаду державного експерта аналітичної служби апарату Ради національної безпеки і оборони України.
У 1999–2005, після звільнення в запас, — директор військових програм Українського центру економічних і політичних досліджень імені Олександра Разумкова.
З лютого 2000 по лютий 2005 — позаштатний консультант Комітету Верховної Ради України з питань національної безпеки і оборони.
З 19 лютого 2005 по 25 січня 2008 — перший заступник Міністра оборони України.
З лютого 2008 — позаштатний консультант Комітету Верховної Ради України з питань національної безпеки і оборони.
З вересня 2009 — голова Експертної ради Центру досліджень армії, конверсії і роззброєння.
В 2014 році короткий час обіймав посаду заступника міністра оборони.

## Нагороди
Нагороджений орденом «За службу Батьківщині в Збройних Силах СРСР» III ступеня, відзнаками Міністерства оборони України «Доблесть і честь», «Знак пошани», медалями.
Видав понад 80 публікацій з питань міжнародної безпеки, національної безпеки, оборонного будівництва та реформування сектору безпеки і оборони.
З серпня 2008 по червень 2009 перебував на науковому стажуванні в Гарвардському університеті (США).
Основні недавні публікації (українською та англійською мовами):
- «Застарілі боєприпаси і легкі озброєння в Україні: ризики та виклики». Боннський міжнародний центр конверсії, 2005.
- «Інші» структури безпеки в Україні". Женевський Центр демократичного контролю над збройними силами, 2010.
- «Потенціали співробітництва між Україною та ЄС у сфері безпеки», Розділи I–II. Дослідження Фонду Конрада Аденауера, 2012.